# 道比·伊什特万
道比·伊什特万（匈牙利語：Dobi István；1898年12月—1968年11月），匈牙利政治人物。1948年12月至1949年8月，担任匈牙利第二共和国总理。1949年8月至1952年8月，担任匈牙利人民共和国部长会议主席。1952年8月至1967年4月，担任匈牙利人民共和国主席团主席。1959年10月曾访问中华人民共和国北京。1968年，逝世于布达佩斯。

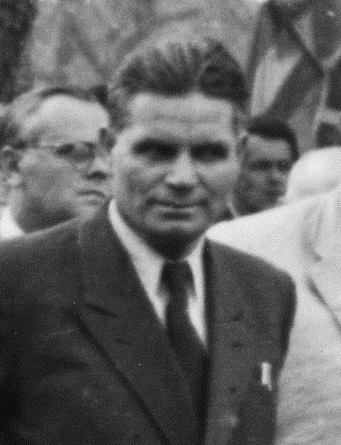

## 生平
1898年，出生于科马罗姆-埃斯泰尔戈姆州的农民家庭。1916年，应征入奥匈帝国军队服役。1918年，退伍。1919年，加入匈牙利红军。1920年，被俘虏关押在罗马尼亚军队战俘营。1921年，加入匈牙利社会民主党。1930年，为全国农业协会工资委员会委员。1935年，加入匈牙利独立小农党。1936年，任独立小农党地区组织书记、独立小农党全国委员会委员。1941年，任农民联合会全国组织书记。1943年，任农业工人分会主席。
1945年，苏联占领匈牙利，任独立小农党副主席、中央政治局委员、匈牙利农民联合会副主席。11月，任国务部长。1946年，任农业部长、国务部长。1947年，任匈牙利农业委员会主席、国务部长。1948年，任农业部长。1947年，为独立小农党主席、匈牙利农民联合会主席、《小农报》总编辑。
1948年，在匈牙利劳动人民党的支持下任总理。1949年，任匈牙利人民共和国部长会议主席。1954年，任匈牙利爱国人民阵线全国理事会主席团主席。1951年，任匈牙利生产合作社全国理事会主席。1952年，为匈牙利主席团主席。1956年匈牙利革命期间，支持镇压革命，参与卡达尔政权工农革命政府。1959年，加入匈牙利社会主义工人党。1967年，退休。1968年，去世。